# Catholic Encyclopedia
The Catholic Encyclopedia (Katolička enciklopedija) američka je enciklopedija koja daje pregled učenja, djelovanja i povijesti Katoličke Crkve.

## Povijest
Objavljivanje enciklopedije započela je nakladnička kuća Robert Appleton Company 1907. godine u New Yorku. Glavni urednik bio je filolog Charles George Herbermann. Posljednji, petnaesti svezak, otisnut je 1912. godine. Dopunski svesci objavljivani su godine 1922., te u razdoblju od 1950. do 1958. godine. Ukupno sadržava oko 11000 natuknica.
Izmijenjeno i dopunjeno izdanje s više od 12000 natuknica, pod nazivom New Catholic Encyclopedia (Nova katolička enciklopedija), objavljeno je 1967. godine i, ponovno, 2002. godine.
Najstarije izdanje dostupno je na internetu.

## Sadržaj
| Svezak | Sadržaj                | Godina | Glavni urednik            |
| ------ | ---------------------- | ------ | ------------------------- |
| 1      | Aachen–Assize          | 1907   | Charles George Herbermann |
| 2      | Assize–Brownr          | 1907   | Charles George Herbermann |
| 3      | Brow–Clancy            | 1908   | Charles George Herbermann |
| 4      | Cland–Diocesan         | 1908   | Charles George Herbermann |
| 5      | Diocese–Fathers        | 1909   | Charles George Herbermann |
| 6      | Fathers–Gregory        | 1909   | Charles George Herbermann |
| 7      | Gregory–Infallibility  | 1910   | Charles George Herbermann |
| 8      | Infamy–Lapparent       | 1910   | Charles George Herbermann |
| 9      | Laprade–Mass           | 1910   | Charles George Herbermann |
| 10     | Mass–Newman            | 1911   | Charles George Herbermann |
| 11     | New Mexico–Philip      | 1911   | Charles George Herbermann |
| 12     | Philip–Revalidation    | 1911   | Charles George Herbermann |
| 13     | Revelation–Simon Stock | 1912   | Charles George Herbermann |
| 14     | Simony–Tournely        | 1912   | Charles George Herbermann |
| 15     | Tournon–Zwirner        | 1912   | Charles George Herbermann |

## Vanjske poveznice
Mrežna mjesta
- Catholic Encyclopedia na www.newadvent.org
- Catholic Encyclopedia na www.catholicity.com